# Steterburg (Salzgitter)
Steterburg ist eine ehemalige Gemeinde und bezeichnet heute ein Wohngebiet, welches zu Thiede in der kreisfreien Stadt Salzgitter in Niedersachsen gehört.
Es liegt im Nordwesten des Stadtteils und ist durch ein kleines Waldgebiet vom übrigen Thiede getrennt.
Etwa zwei Kilometer nördlich von Steterburg liegt der Braunschweiger Stadtteil Geitelde, im Nordosten Leiferde. Einige Kilometer westlich befinden sich die sogenannten Kanaldörfer Salzgitters: Üfingen, Sauingen, Beddingen und Bleckenstedt.
Im Süden liegt das Waldgebiet Beddinger Holz.

## Geschichte

### Mittelalter
Bereits im Mittelalter existierte westlich des heutigen Steterburgs ein Ort namens Steder oder auch Stedere. Urkundlich erwähnt wurde dieser Ort mehrmals zwischen 1007 und 1543; später fiel er wüst. Steder bestand aber bereits vor der erstmaligen nachgewiesenen urkundlichen Erwähnung. Die Burg Stederburg, welche 924 bis 933 erbaut wurde, ist demnach jünger als der Ort.
Bereits 938 zeigte sich ihr Nutzen, als von dort aus ungarische Soldaten besiegt wurden. Es handelte sich um eine Spornburg am Rande der Okerniederung, die Heinrich I., König des Ostfrankenreichs von 919 bis 936, errichten ließ.
Später, um die Jahrtausendwende, gehörte Graf Altmann von Oelsburg die Burg Stederburg und auch das dazugehörige Dorf. Testamentarisch verfügte dieser, dass von seinem Nachlass ein Nonnenkloster errichtet werden sollte. Um die Jahre 1000 bis 1002 wurde das Stift Steterburg durch seine Ehefrau und seine Tochter gegründet.
Auch wenn das Kloster und spätere Damenstift als Institution heute nicht mehr existiert, sind die nach einem Niedergang im 16. Jahrhundert neu errichteten Gebäude noch immer erhalten.
Zur weiteren Geschichte des Klosters siehe: Stift Steterburg

### Frühe Neuzeit
Nach einer Blütezeit des Klosters und Dorfes Steterburg kam es von 1546 bis 1547 während des Schmalkaldischen Krieges zu einem Niedergang, der den Ort vollständig zerstörte.

### Bau des heutigen Wohngebiets 1938/1939
Bis 1938 lebten die Bewohner Steterburgs im sogenannten Alt Steterburg, wo sie auf einer zum Stift gehörenden Domäne arbeiteten.
Im Zuge des Aufbaus der Hermann-Göring-Werke (der heutigen Salzgitter AG) wurde im Bereich des 1938 endgültig aufgelösten Damenstifts der Bau einer Arbeitersiedlung im nationalsozialistischen Stil begonnen. In weniger als einem Jahr entstanden bis Anfang 1939 etwa 1070 Wohnungen für jeweils mehrere Familien. Im gleichen Zeitraum wuchs die Zahl der Einwohner von 265 auf etwa 7000 im Jahr 1939.
Der Ort wurde am 1. April 1939 nach Thiede eingemeindet, das wiederum am 1. April 1942 ein Stadtteil von Watenstedt-Salzgitter wurde.

## Religion
Die Stiftskirche in Steterburg ist heute eine evangelische Pfarrkirche. Die katholische St. Bernward-Kirche liegt im äußersten Südwesten Steterburgs am Übergang zum übrigen Thiede.

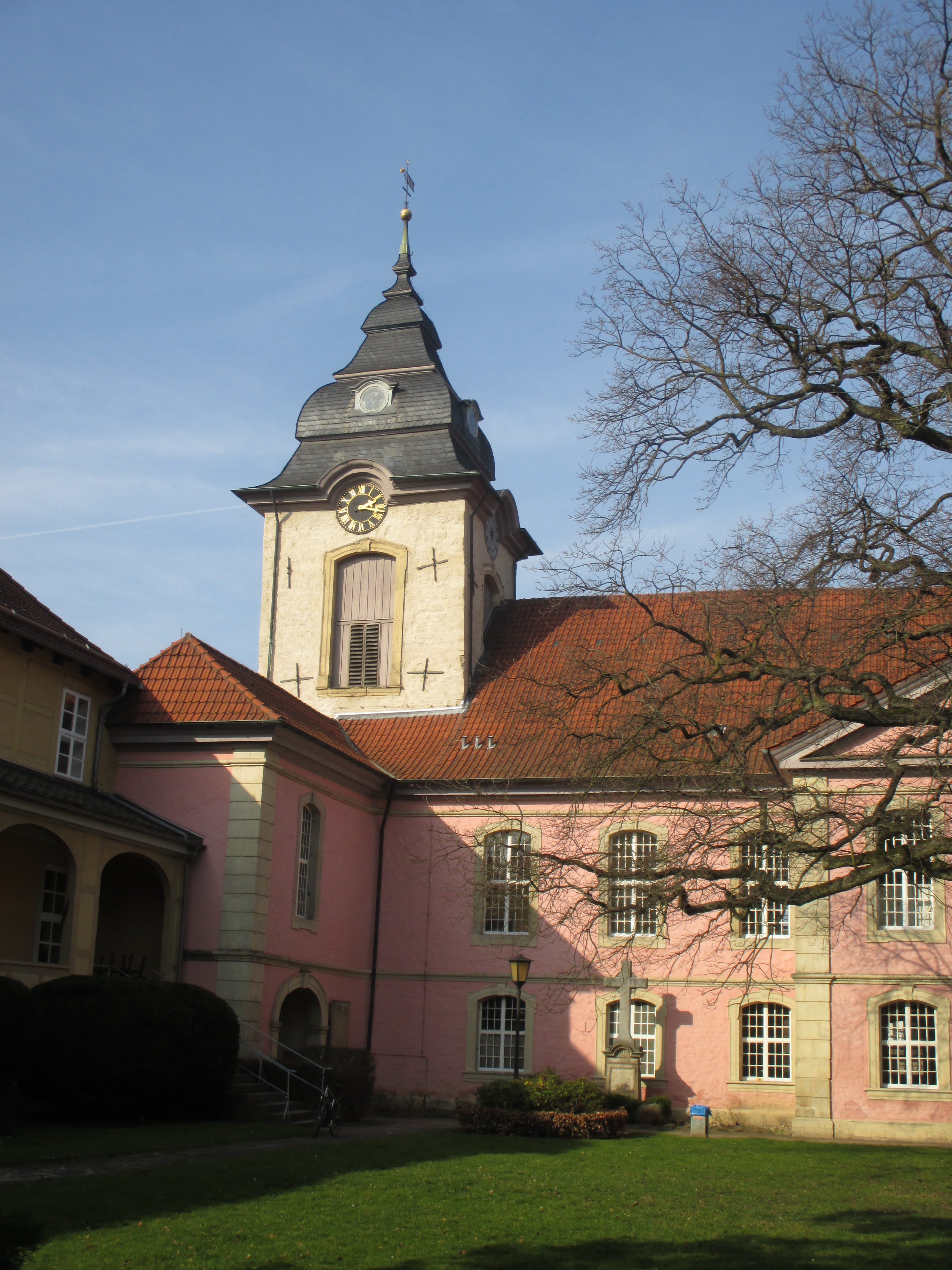
Evangelische Stiftskirche
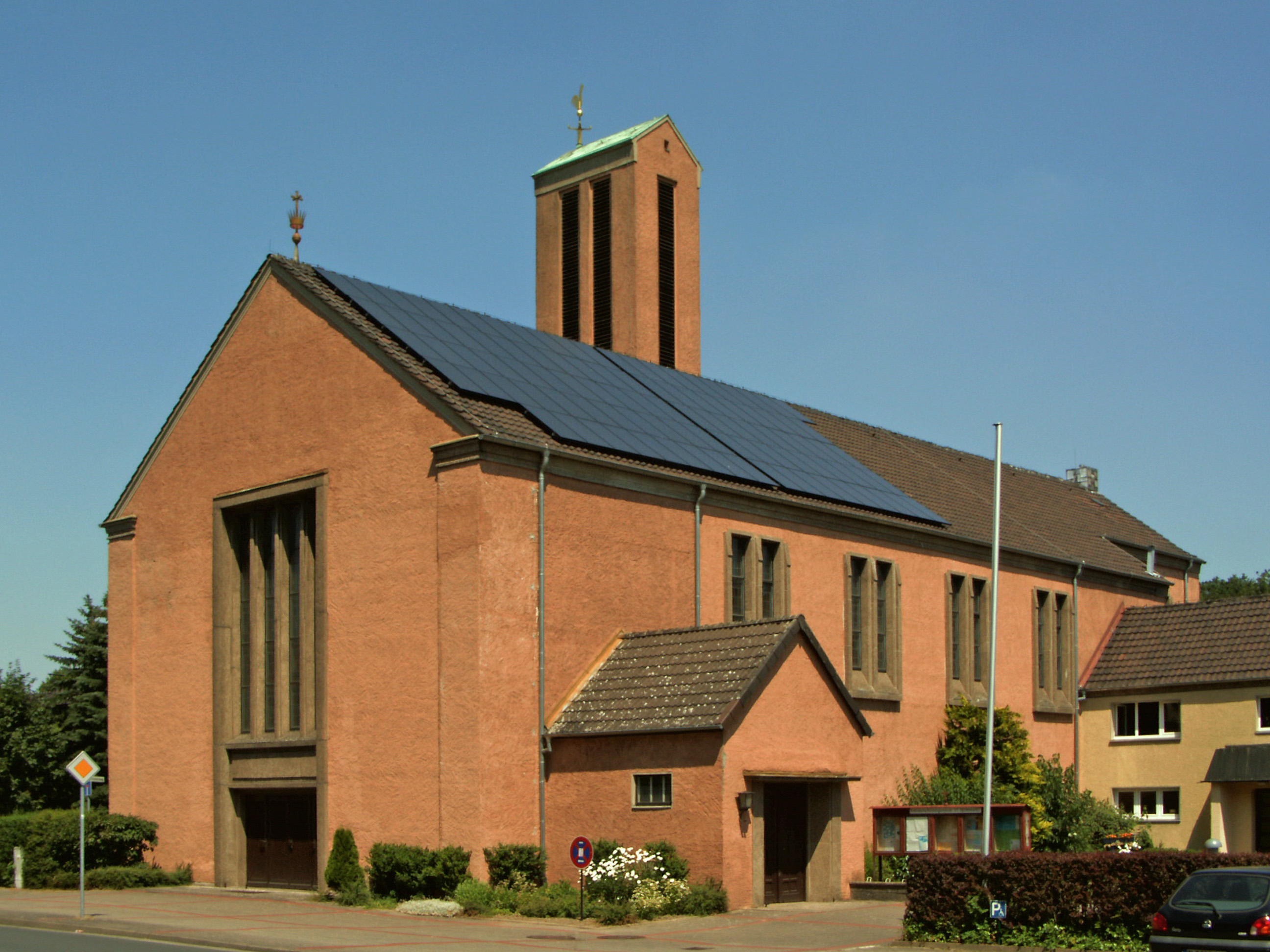
Katholische St.-Bernward-Kirche

## Wirtschaft und Infrastruktur
Nur etwa einen Kilometer südwestlich von Steterburg befindet sich das Volkswagenwerk Salzgitter, welches 2010 über 5500 Mitarbeiter beschäftigte.
Im Nordwesten des Wohngebiets liegt das Einkaufs- und Gewerbegebiet Schäferwiese. Südlich davon befindet sich eine Kleingartenanlage.

### Verkehrsanbindung
Nördlich von Steterburg liegt die Bundesautobahn 39, die Salzgitter mit der Bundesautobahn 7 im Südwesten sowie Braunschweig und Wolfsburg im Nordosten verbindet. Eine Anschlussstelle befindet sich direkt am Ortsrand.
Am Westrand Steterburgs verläuft eine weitere Hauptstraße, die nach Üfingen, Watenstedt und zur Salzgitter AG führt. Über diese Straße besteht zudem eine Anbindung an die Industriestraßen Mitte und Nord.
Eine weitere Straße im Norden Steterburgs führt in Richtung Thiede und Braunschweig.